# Накодочес (Техас)
Накодочес (англ. Nacogdoches) — місто (англ. city) в США, адміністративний центр Накодочес у східній частині штату Техас. Населення — 32 147 осіб (2020).
У Накодочесі розташовані державний університет Стівена Остіна та найбільший в Техасі сад азалій.

## Географія
Накодочес розташований за координатами 31°36′45″ пн. ш. 94°39′7″ зх. д. / 31.61250° пн. ш. 94.65194° зх. д. (31.612364, -94.652046).  За даними Бюро перепису населення США в 2010 році місто мало площу 70,19 км², з яких 70,06 км² — суходіл та 0,13 км² — водойми.

### Клімат
Місто знаходиться у зоні, котра характеризується вологим субтропічним кліматом. Найтепліший місяць — серпень із середньою температурою 27.9 °C (82.3 °F). Найхолодніший місяць — січень, із середньою температурою 8.8 °С (47.8 °F).
| Клімат Накодочеса       | Клімат Накодочеса | Клімат Накодочеса | Клімат Накодочеса | Клімат Накодочеса | Клімат Накодочеса | Клімат Накодочеса | Клімат Накодочеса | Клімат Накодочеса | Клімат Накодочеса | Клімат Накодочеса | Клімат Накодочеса | Клімат Накодочеса | Клімат Накодочеса |
| Показник                | Січ.              | Лют.              | Бер.              | Квіт.             | Трав.             | Черв.             | Лип.              | Серп.             | Вер.              | Жовт.             | Лист.             | Груд.             | Рік               |
| Абсолютний максимум, °C | 28,9              | 32,2              | 33,9              | 35,6              | 37,8              | 43,3              | 41,7              | 43,3              | 40,6              | 37,2              | 32,8              | 29,4              | 43,3              |
| Середній максимум, °C   | 14,7              | 16,8              | 20,8              | 24,7              | 28,2              | 32,2              | 33,9              | 34,4              | 31,7              | 26,8              | 20,3              | 15,7              | 25                |
| Середня температура, °C | 8,8               | 10,6              | 14,4              | 18,5              | 22,3              | 26,2              | 27,8              | 27,9              | 25,1              | 19,6              | 13,6              | 9,7               | 18,7              |
| Середній мінімум, °C    | 2,9               | 4,5               | 7,9               | 12,3              | 16,4              | 20,3              | 21,8              | 21,4              | 18,4              | 12,4              | 6,9               | 3,7               | 12,4              |
| Абсолютний мінімум, °C  | −20               | −17,8             | −9,4              | −2,8              | 3,3               | 8,9               | 11,7              | 12,2              | 2,8               | −3,9              | −8,9              | −17,2             | −20               |
| Норма опадів, мм        | 100               | 98                | 98                | 122               | 132               | 93                | 94                | 63                | 81                | 80                | 107               | 123               | 1190              |
| Днів з дощем            | 7                 | 7                 | 6                 | 7                 | 7                 | 6                 | 6                 | 5                 | 4                 | 5                 | 6                 | 8                 | 79                |
| Вологість повітря, %    | 75                | 73                | 69                | 73                | 76                | 76                | 76                | 74                | 74                | 72                | 72                | 75                | 74                |
| ----------------------- | ----------------- | ----------------- | ----------------- | ----------------- | ----------------- | ----------------- | ----------------- | ----------------- | ----------------- | ----------------- | ----------------- | ----------------- | ----------------- |
| Джерело: Weatherbase    |                   |                   |                   |                   |                   |                   |                   |                   |                   |                   |                   |                   |                   |

## Демографія
Згідно з переписом 2010 року, у місті мешкало 32 996 осіб у 12 142 домогосподарствах у складі 6326 родин. Густота населення становила 470 осіб/км².  Було 13635 помешкань (194/км²).
Расовий склад населення:
| - 58,5 % — білих - 28,8 % — чорних або афроамериканців - 1,8 % — азіатів - 0,5 % — корінних американців - 0,1 % — вихідців з тихоокеанських островів - 8,1 % — осіб інших рас |

До двох чи більше рас належало 2,3 %. Частка іспаномовних становила 16,8 % від усіх жителів.
За віковим діапазоном населення розподілялося таким чином: 20,2 % — особи молодші 18 років, 69,7 % — особи у віці 18—64 років, 10,1 % — особи у віці 65 років та старші. Медіана віку мешканця становила 24,5 року. На 100 осіб жіночої статі у місті припадало 84,2 чоловіків;  на 100 жінок у віці від 18 років та старших — 80,4 чоловіків також старших 18 років.
Середній дохід на одне домашнє господарство  становив 51 102 долари США (медіана — 32 357), а середній дохід на одну сім'ю — 69 036 доларів (медіана — 45 739). Медіана доходів становила 36 875 доларів для чоловіків та 30 048 доларів для жінок. За межею бідності перебувало 30,0 % осіб, у тому числі 33,7 % дітей у віці до 18 років та 15,0 % осіб у віці 65 років та старших.
Цивільне працевлаштоване населення становило 14 159 осіб. Основні галузі зайнятості: освіта, охорона здоров'я та соціальна допомога — 34,3 %, мистецтво, розваги та відпочинок — 12,5 %, роздрібна торгівля — 10,6 %, виробництво — 8,9 %.